# Liquidatie (moord)
Een liquidatie is een afrekening binnen het criminele milieu. Het is een type moord gepleegd door of in opdracht van leden van een criminele organisatie om hun positie te verwerven, bestendigen of verstevigen. Ook gaat de moordenaar bij een liquidatie te werk volgens een vooropgezet moordplan. Liquidaties komen relatief vaak voor in kringen rond de georganiseerde misdaad. 
Een liquidatie dient te worden onderscheiden van een executie, waarbij iemand eerst wordt gearresteerd, vervolgens berecht en na een doodvonnis ter dood wordt gebracht. Ook een illegale executie is iets anders dan een liquidatie. Daarnaast moet er een onderscheid worden gemaakt tussen slachtoffers van liquidatie en slachtoffers van terrorisme. Ook is een liquidatie niet hetzelfde als een politieke of religieuze moord.

## Motieven
Liquidaties vloeien meestal voort uit conflicten in het drugsmilieu. Zo dienen ze bijvoorbeeld om de verantwoordelijke te straffen bij een verdwenen partij drugs of als vergelding bij een niet nagekomen betalings- of leveringsplicht. Ook het tegenovergestelde gebeurt: de schuldenaars zelf kiezen er soms voor hun schuldeisers om te brengen, om hun eigen liquidatie voor te zijn. Soms liquideren criminelen ook leden van concurrerende drugsbendes met als doel hen te intimideren. Daarnaast worden liquidaties ook ingezet om mensen het zwijgen op te leggen.
Meestal blijft het echter niet bij één liquidatie. Wanneer iemand wordt omgebracht, wordt er wraak genomen met een tweede afrekening, wat dan op zijn beurt opnieuw gewroken wordt met een derde afrekening. Zo'n ketting van liquidaties wordt ook wel een liquidatiegolf genoemd.

## Voorbeelden
- Voorbeelden van liquidaties zijn de moordaanslagen op de Nederlandse drugsbaron Klaas Bruinsma en de Vlaamse veearts-keurder Karel Van Noppen.

## Nederland
- Lijst van criminele liquidaties in Nederland

## Referentielijst
1. 1 2 3  Van Gestel, B., Verhoeven, M. (medew.)  (2017). Verkennende voorstudie Liquidaties. Cahier  2017 (7)
2. ↑  Adjiembaks, S., Roks, R., Boerman, F. & Stoffers, E. (2024). Ontwikkelingen en achtergronden van schutters en andere betrokkenen. Politie & Wetenschap, p. 37.
3. ↑  van Gestel, B., Kouwenberg, R.  (2021). Tweede verkennende studie Liquidaties. Cahier  2021 (27): p. 16